# Tirant lo rock
Tirant lo rock és un grup de rock en català de Vila-real (Plana Baixa). Han realitzat concerts per les comarques del nord del País Valencià i han participat en festivals com l'Aplec de la Plana o el Feslloch.
Han compartit escenari amb grups com Obrint Pas o Oprimits. Van ser guanyadors del concurs Vila-real en directe el 2008 i el 2009. El 2010 participen en el Correllengua de Castelló de la Plana i el 2011 van guanyar el concurs Rock Penat, la qual cosa els va permetre tocar davant 5.000 persones al Bloc Rock a les Festes de la Magdalena de Castelló de la Plana. El 2012 s'edità el disc Socarrats, amb nou cançons d'un rock barrejat amb sonoritats diferents i unes lletres reivindicatives. El tema que dona nom al disc narra els fets de la crema i saqueig de Vila-real l'any 1706 per les tropes borbòniques.

## Discografia

### CDs
- Socarrats - 2012
- Silencis - 2014
- Massa cops - 2015

### Videografia
- Socarrats - 2012
- Notes Per Tocar - 2014
- Nostàlgia - 2015
- Sangre Roja - 2015